# Pierre Mahé
Pierre Mahé (1833 – 1913) è stato un filatelista e giornalista francese.
Fu uno dei più importanti commercianti filatelici del suo tempo. Dopo aver praticato la professione di tipografo nel corso della sua gioventù, l'abbandonò nel 1861 per esercitare la professione di commerciante di francobolli. Nel 1864, si distinse pubblicando un giornale filatelico: "Timbrophile". Uno degli autori più in vista fu il medico Jacques Legrand e l'intera rivista aveva un approccio molto tecnico. Successivamente, al fine di raggiungere un più vasto pubblico, abbandonò il tecnicismo e cambio nome alla rivista che divenne: "Gazzettes des Timbres".
Nel 1874 pubblicò un catalogo di francobolli che raggiunse le 147 pagine. La reputazione acquisita lo spinse a proporsi come editore pubblicando l'Essai sur les filigranes del dottor Magnus.
Pierre Mahè essendo il curatore personale della collezione di Filippo De Ferrari svolse ampio lavoro di ricerca per la formazione di quella che è tuttora considerata la più grande collezione di tutti i tempi.